# Эремсек
Эремчек, эремсек — традиционный молочный продукт башкирской кухни.

## Общая технология
Эремсек готовят из обезжиренного или цельного закисшего или заквашенного коровьего или козьего молока. В молоко добавляют немного закваски из айрана, катыка или пахты и доводят до кипения.
Полученную творожистую массу процеживают через сито и подвешивают в холщовом мешке или кладут под гнёт.
Эремсек также готовят в печи из скисшего, топлёного или свежего молока.
Сухой эремсек для длительного хранения готовят следующим образом: творожистую массу кипятят, пока влага полностью не выпарится. В полученный красноватого оттенка творог добавляют свежее или топлёное масло, сахар или мёд, в отдельных районах Башкирии — подмешивают клубнику, землянику, черёмуху (муйыллы эремсек), смородину (ҡарағатлы эремсек), вишню (сейәле эремсек) и др.
Перед подачей на стол эремсек заправляют сметаной, сливками, мёдом, сахаром. Используют в качестве начинки при приготовлении вареников (ҡаҙан ҡолағы, ҡаҙан тәкәне), губадии, кыстыбыя и др.
Массовая доля жира в продукте — 20,0 % , влаги — 18,0 %, белка — 16,8 %, углеводов — 40,3 %. Кислотность не более — 80oT. Энергетическая ценность — 400,4 ккал .